# 杏山镇 (龙江县)
杏山镇，是中华人民共和国黑龙江省齐齐哈尔市龍江縣下辖的一个镇。
2013年1月18日，黑龙江省民政厅批复同意撤销杏山乡，设立杏山镇。

## 行政区划
杏山镇下辖以下地区：
杏山村、公益村、东六九村、东杏山村、西六九村、碱水村、前六九村、太平庄村、后六九村、后六家子村、仙人洞村、东河口村、四合堂村、西六家子村、西山头村、东华村和新农村。